# Ущелье дьявола
«Ущелье дьявола» (фр. Le trou de l'enfer) — роман Александра Дюма о беспорядках в Германии во время господства Наполеона, действие происходит в начале 1810 годов, среди студентов, принадлежащих к тайному обществу.
Дословный перевод названия — «Адская бездна», но русскоязычным читателем роман в основном известен под названием «Ущелье дьявола». Продолжение романа, «Бог располагает» (фр. Dieu dispose), написано в Брюсселе в 1851-1952 году.

## Сюжет
Действие происходит в 1810—1812 годах в Германии. Двое немецких студентов, являющихся также сводными братьями, Юлиус д’Эрмелиндфельд и Самюил Гельб, направляются в Гейдельберг для выполнения миссии тайного общества Тугендбунд.
Они попадают в сильный шторм возле пропасти «Ущелье Дьявола», и находят убежище в семье местного пастора. Кристиана, дочь пастора, влюбляется в Юлиуса и получает взаимность, а к Самюилю она испытывает отвращение. К несчастью для нее, это задевает его гордость.
Самоуверенный, циничный и коварный Гельб, незаконнорожденный сын немецкого барона, выросший в бедном еврейском квартале, называющий себя скульптором живых душ, решает потягаться с самим Провидением, бросает вызов самому Творцу, возомнив, что может управлять судьбами других и подчинив себе саму смерть.
Через несколько месяцев знакомства Кристиана и Юлиус женятся, что вызывает ревность Самюиля. Возомнивший себя хозяином земли и неба, сатана в человеческом образе, член тайного общества Тугендбунд, во главе которого он жаждет встать, Гельб готовит дьявольски хитроумное покушение на жизнь Наполеона и одновременно злодейски разрушает счастье своего лучшего друга и сводного брата Юлиуса.
Продолжением «Ущелья дьявола» стал роман «Бог располагает».

## Отзывы
Критик Nicole Noughny отмечает исключительную мрачность романа. Автор Marie-Agnès Godefroy также отмечает, что Дюма демонстрирует в этом романе очень мрачный стиль письма и пессимистический тон, не характерный для его произведений.
Биограф Дюма Harry A. Spurr отмечает, что, вероятно, роман написан с помощью ученика, «знавшего свою Германию». Он сообщает, что это сильная, пронзительная история о герое, живущем как «Разбойник» Шиллера, успешно овладевает женой своего лучшего друга, к которой он возымел своевольную страсть. В романе-продолжении, который был также высоко оценен А. Ч. Суинберном, рассказывается о возмездии, которое постепенно настигает соблазнителя. Во второй книге затронуты революция 1830 года и тайные «масонские» волнения, связанные с ней.
Журналист и писатель Michèle Fizaine отмечает, что в дилогии под видом рассказа о роялистской среде 1829—1830 годов Дюма высмеивает политику своего времени.
Биограф Дюма Frank Wild Reed пишет о романе как о хорошей истории о беспорядках в Германии во время господства Наполеона, однако он отмечает, что текст несколько страдает из-за однобокости и чрезмерной длины продолжения. Биограф уверен в существовании соавтора, однако отмечает, что он не идентифицирован, как для романа, так и для продолжения. О продолжении он также пишет: значительная часть текста лишена вдохновения, остроумия и живости Дюма, сюжет слишком растянут.

## История публикаций и переводов
Роман (вместе с продолжением «Бог располагает») впервые опубликован как газетный сериал в основанной Виктором Гюго газете L'Événement с 1850 по 1851 год.
Первое отдельное издание вышло в Париже в 1851 году в издательстве A. Cadot в 4 томах без иллюстраций, экземпляры этого издания хранятся в архивных фондах Университета Poitiers.
В России и СССР роман долго не публиковался, был впервые переведён и опубликован на русском в 1991 году.